# 김호진 (야구 선수)
김호진(2005년 7월 16일 ~ )은 KBO 리그 상무 야구단의 내야수이다.

## 삼성 라이온즈시절
2024년에 입단하였다. 2024년 4월 5일 KIA 타이거즈와의 경기에 출전하며 데뷔 첫 경기를 치렀고, 경기에서 4타수 무안타를 기록하였다.

## 상무 야구단시절
2025년 5월 12일에 입단하였다.

## 출신 학교
- 송정동초등학교
- 광주충장중학교
- 광주진흥고등학교